# Cantonul La Jarrie
Cantonul La Jarrie este un canton din arondismentul La Rochelle, departamentul Charente-Maritime, regiunea Poitou-Charentes, Franța.

## Comune
| Comune               | Populație (1999) | Cod poștal | Cod INSEE |
| -------------------- | ---------------- | ---------- | --------- |
| Anais                | 299              | 17540      | 17007     |
| Bourgneuf            | 1 063            | 17220      | 17059     |
| Clavette             | 955              | 17220      | 17109     |
| Croix-Chapeau        | 1 130            | 17220      | 17136     |
| La Jarne             | 2 279            | 17220      | 17193     |
| La Jarrie            | 2 780            | 17220      | 17194     |
| Montroy              | 654              | 17220      | 17245     |
| Saint-Christophe     | 1 163            | 17220      | 17315     |
| Saint-Médard-d'Aunis | 1 667            | 17220      | 17373     |
| Saint-Rogatien       | 1 841            | 17220      | 17391     |
| Sainte-Soulle        | 3 471            | 17220      | 17407     |
| Saint-Vivien         | 952              | 17220      | 17413     |
| Salles-sur-Mer       | 1 968            | 17220      | 17420     |
| Vérines              | 1 784            | 17540      | 17466     |